# ミゲル・ポブレット

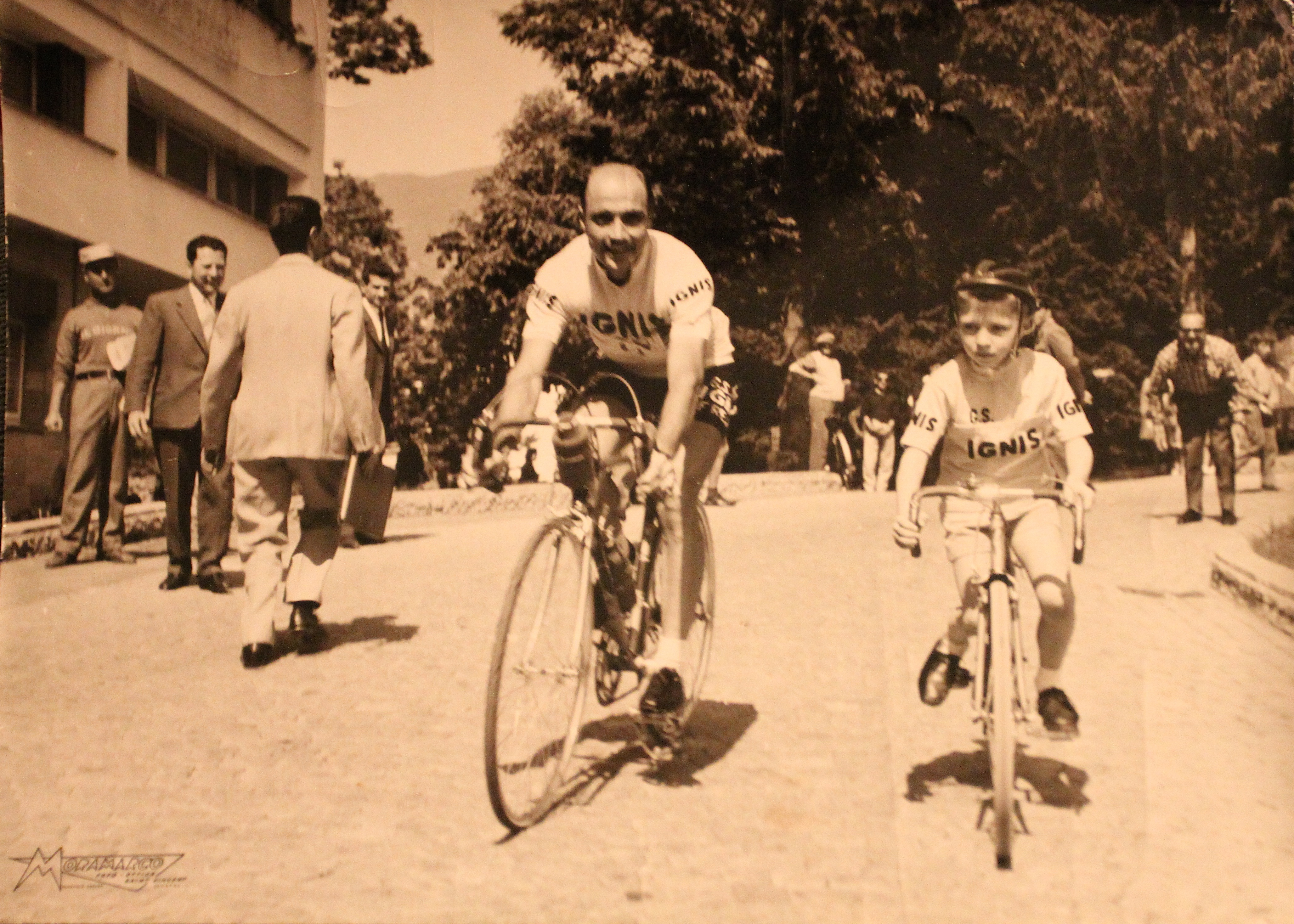
ミゲル・ポブレット

ミゲル・ポブレット・オリオルス（Miguel Poblet Orriols、1928年3月18日 - 2013年4月6日）は、スペイン、モンカダ・イ・レイシャック出身の元自転車競技（ロードレース）選手。

## 来歴
1956年、史上初めて、同一年度における全グランツール区間優勝を達成。ジロ・デ・イタリアでは通算20回の区間優勝を果たした。また、カタルーニャ一周、ミラノ〜サンレモもそれぞれ2回制覇した。
基本的にはスプリンター型ながらも、ワンデイレースであれば山岳もこなしていた。

## 主な戦績
1947年
- クラシカ・プリマベーラ 優勝
- 国内選手権 ヒルクライムレース 優勝

1948年
- 国内選手権 ヒルクライムレース 優勝

1949年
- 国内選手権 
  - 個人ロードレース 優勝
  - スプリント 優勝
- カタルーニャ一周 総合2位

1951年
- 国内選手権 
  - スプリント 優勝

1952年
- カタルーニャ一周 総合優勝

1953年
- バルセロナ6日間レース 優勝（+ フェルディナンド・テッルッツィ）

1954年
- カタルーニャ一周 総合3位

1955年
- ツール・ド・フランス 区間2勝(第1a、22)

1956年
- ブエルタ・ア・エスパーニャ 区間3勝（第3、5、6）
- ジロ・デ・イタリア 区間4勝（第4、8、15、17）
- ツール・ド・フランス 区間1勝(第8)

1957年
- ミラノ〜サンレモ 優勝
- ミラノ〜トリノ 優勝
- ジロ・デ・イタリア 総合6位 & 区間4勝（第3、9、10、18）
- 国内選手権 
  - スプリント 優勝

1958年
- ジロ・デ・イタリア 区間3勝（第16、19、20）
- ミラノ〜サンレモ 2位
- パリ〜ルーベ 2位
- ジロ・ディ・ロンバルディア 2位

1959年
- ミラノ〜サンレモ 優勝
- ジロ・デ・イタリア 総合6位 & 区間3勝（第6、13、15）
- 国内選手権 
  - スプリント 優勝
- ジロ・ディ・ロンバルディア 3位

1960年
- カタルーニャ一周 総合優勝
- ジロ・デ・イタリア 区間2勝（第3、7）
- 国内選手権 
  - スプリント 優勝
- パリ〜ルーベ 3位

1961年
- ジロ・デ・イタリア 区間3勝（第1、2、21）
- 国内選手権 
  - スプリント 優勝
- ブエノスアイレス6日間レース 優勝

1962年
- マドリード6日間レース 優勝
- 国内選手権 
  - スプリント 優勝